# NGC 1486
NGC 1486 je galaksija u zviježđu Eridan.

## Vanjske poveznice
- SEDS: NGC 1486